# Lin Yutang

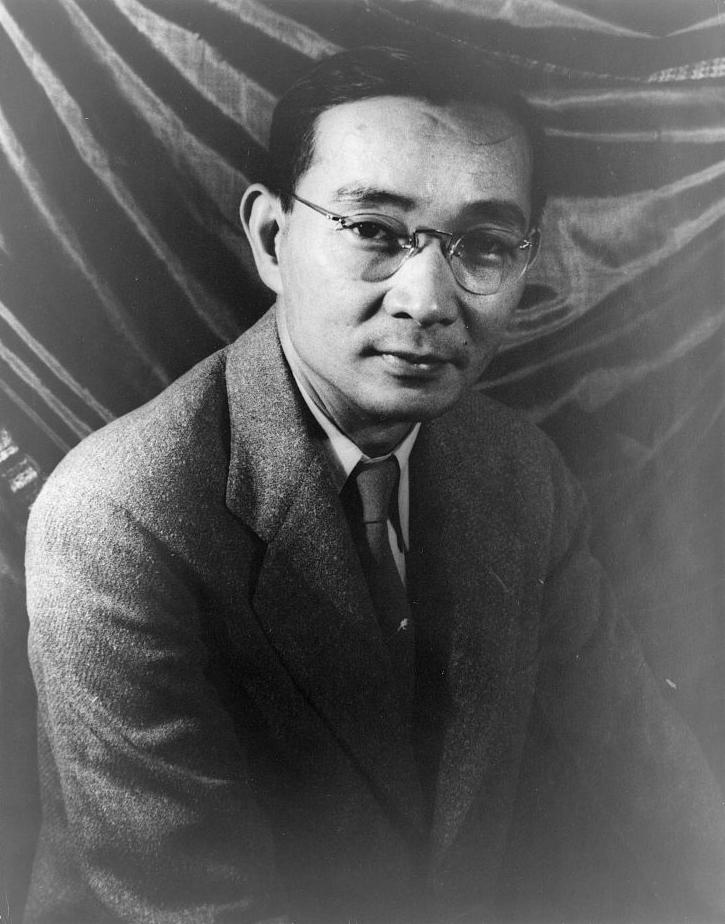
Lin Yutang na zdjęciu Carla Van Vechtena w 1939 r.

Lin Yutang (ur. 10 października 1895, zm. 26 marca 1976) – chiński pisarz, publicysta, wynalazca i uczony, znany na Zachodzie dzięki przekładom chińskiej klasyki i wpływowym publikacjom o Chinach pisanych w języku angielskim. W Polsce ze względu na brak tłumaczeń pozostaje nieznany.

## Życiorys
Pochodził z prowincji Fujian, z okolic miasta Xiamen. Ten górzysty region wywarł duże wpływ na jego pisarstwo. Lin określał się chętnie jako dziecko gór. Jego ojciec był aktywnym członkiem miejscowej społeczności protestanckiej.
Lin uzyskał tytuł bakałarza (bachelor) na Uniwersytecie Św. Jana w Szanghaju, a następnie uzyskał stypendium na Harvard University w USA.
Przed jego ukończeniem, przeniósł się jednak do Francji, a następnie do Niemiec, na Uniwersytecie w Lipsku uzyskał doktorat z zakresu sinologii. W latach 1923–1926 wykładał literaturę angielską na Uniwersytecie Pekińskim. Po powrocie do USA w 1931 r. zatrzymano go na krótko na Ellis Island.
Lin był aktywnym popularyzatorem klasycznej literatury chińskiej na Zachodzie, chętnie objaśniał również chińską filozofię życia. Zaangażował się również w opracowanie latynizacji języka chińskiego i stworzył własny system indeksowania chińskich znaków (por. klucze).
Interesował się również mechaniką, dzięki czemu wynalazł chińską maszynę do pisania, a także kilka gadżetów, m.in. szczoteczkę do zębów z dozownikiem pasty. Po 1928 r. żył głównie w USA, gdzie cieszył się popularnością dzięki swoim tłumaczeniom chińskiej klasyki. Jego książki do przykład budowania mostów między Wschodem i Zachodem. Lin był regularnie wymieniany wśród kandydatów do Literackiej Nagrody Nobla.
Międzynarodową sławę przyniosły mu już dwie pierwsze książki Mój kraj i mój naród (My Country and My People, 吾國吾民, 1935) oraz Sztuka życia (The Importance of Living, 生活的藝術, 1937). Napisane po angielsku błyskotliwym, przystępnym stylem objaśniały one ludziom Zachodu zawiłości chińskiej tradycji i kultury. Jego inne prace obejmują: Between Tears and Laughter (啼笑皆非, 1943), The Importance of Understanding (1960, przekłady fragmentów literatury chińskiej), The Chinese Theory of Art (1967). Był również autorem powieści Moment in Peking (京華煙雲, 1939) oraz The Vermillion Gate (朱門, 1953), a także słownika chińsko-angielskiego (Chinese-English Dictionary of Modern Usage, 當代漢英辭典, 1973).
Jego żona Lin Tsuifeng była autorką książek kucharskich, które przyczyniły się do popularyzacji kuchni chińskiej w USA. Lin Yutang napisał do jednej z tych książek przedmowę.
Lin Yutang został pochowany w swoim domu w Yangmingshan w Tajpej na Tajwanie. Mieści się tam obecnie muzeum prowadzone przez Soochow University.

## Publikacje Lina Yutanga

### W jęz. angielskim
- 1930 Letters of a Chinese Amazon and Wartime Essays (Kaiming Press)
- 1931: Reading in Modern Journalistic Prose (Commercial Press)
- 1935: The Little Critic: First Series (1930-1932) (Commercial Press)
- 1935: The Little Critic: Second Series (1933-1935) (Commercial Press)
- 1935: Confucius Saw Nancy (A Drama) and Essays about Nothing (Commercial Press)
- 1935: A Nun of Taishan and Other Translations (Commercial Press)
- 1935: My Country and My People (John Day)
- 1936: A History of the Press and Public Opinion in China (University of Chicago Press)
- 1937: The Importance of Living (John Day)
- 1938: The Wisdom of Confucius (Modern Library)
- 1939: Moment in Peking (John Day)
- 1940: With Love and Irony (John Day)
- 1940: Leaf in the Storm (John Day)
- 1942: The Wisdom of China and India (Random House)
- 1943: Between Tears and Laughter (John Day)
- 1944: The Vigil of Nation (John Day)
- 1947: The Gay Genius: The Life and Times of Su Tungpo (John Day)
- 1948: Chinatown Family (John Day)
- 1948: The Wisdom of Laotse (Random House)
- 1950: On The Wisdom of America (John Day)
- 1950: Miss Tu ("Heinemann")
- 1951: Widow, Nun and Courtesan: Three Novelettes From the Chinese Translated and Adapted by Lin Yutang (John Day)
- 1952: Famous Chinese Short Stories Retold (John Day)
- 1953: The Vermilion Gate (John day)
- 1955: Looking Beyond (Prentice)
- 1957: Lady Wu (World Publishing)
- 1958: The Secret Name (Farrar)
- 1959: The Chinese Way of Life (World Publishing)
- 1959: From Pagan to Christianity (World Publishing)
- 1960: Imperial Peking: Seven Centuries of China (Crown)
- 1961: The Red Peony (World Publishing)
- 1962: The Pleasure of a Nonconformist (World Publishing)
- 1963: Juniper Loa (World Publishing)
- 1964: The Flight of Innocents (G.P Putnam)

### W jęz. chińskim
- 1928: Skirmishes (翦拂集)
- 1930: Kaiming English Books (Commercial Press)
- 1930: Kaiming English Grammar Based on Notional Categories (Commercial Press)
- 1933: Philological Essays (语言学论丛)
- 1934: The Lone Wayfarer (大荒集)
- 1934/1936: It Seems to Me (我的话), 2 vols.
- 1965: 无所不谈 vol. 1 (Taipei Letter Star)
- 1966: 平心论高鹗 (Taipei Letter Star)
- 1967: 无所不谈 vol. 2 (Taipei Letter Star)
- 1973: Chinese-English Dictionary of Modern Usage (Hongkong Chinese University)
- 1976: 红楼梦人名索引 (Taipei Huagang)

## Publikacje Lin Tsuifeng

### W jęz. angielskim
1956: Cooking with the Chinese Flavor (Prentice Hall) (co-written with Lin Hsiang Ju)

1960: Secrets of Chinese Cooking (Prentice Hall) (co-written with Lin Hsiang Ju)

1972: Chinese Gastronomy (Pyramid Publications; 1977 reprint, Harcourt Brace Jovanovich) (co-written with Lin Hsiang Ju, with an introduction by Dr. Lin Yutang)

1996 The Art of Chinese Cuisine (Tuttle) (a retitled edition of the 1972 book Chinese Gastronomy, co-written with Lin Hsiang Ju, with an introduction by Dr. Lin Yutang)